# Грек Михайло Васильович
Михайло Васильович Грек — полковник, начальник управління Служби безпеки України в Луганській обл. у 2014 році.

## Життєпис
Станом на зиму 2014 року — перший заступник начальника Львівського обласного управління СБУ.
15 квітня 2014 року був призначений керівником СБУ в Луганській області замість Олександра Петрулевича.
4 листопада 2014 року звільнений з посади начальника Управління Служби безпеки України в Луганській області.

## Наукова робота
- Загальна характеристика організаційної побудови Служби безпеки України [Архівовано 28 липня 2018 у Wayback Machine.] // Європейські перспективи. — 2012. — № 2(2). — С. 92-98;
- Завдання Служби безпеки України як правоохоронного органу // Публічне право. — 2012. — № 3 (7). — С. 240—247;
- Методи адміністративної діяльності служби безпеки України // Актуальні проблеми права: теорія і практика. — 2012. — № 25. — С. 233—241.